# Dramatic Chipmunk

Con cầy thảo nguyên khi quay đầu về phía màn hình.

Dramatic Chipmunk là một video hài ngắn được lan truyền trên Internet. Video này dài khoảng 5 giây, có nội dung quay lại cảnh một con cầy thảo nguyên (còn bị gọi sai là sóc chuột) bất ngờ quay đầu về phía màn hình trong khi máy quay phóng to và phát nhạc kịch tính.